# 法國征服突尼斯
法國征服突尼斯是指1881年法國攻佔奥斯曼帝国突尼斯的過程。法國征服突尼斯分為两个阶段：第一阶段（4月28日至5月12日）是指法國入侵突尼斯的階段，第二阶段（6月10日至10月28日）是指法國镇压當地人叛乱的階段。